# 安田奈央
安田 奈央（やすた なお、1988年6月20日 - ）は、日本の女性歌手。所属レコードレーベルはNAYUTAWAVE RECORDS。

## 来歴
石川県小松市出身。小学校4年生から6年生まで金沢市のアクターズスクールに通い、歌やダンスを学ぶ。石川県立大聖寺高等学校卒業後はダンスの専門学校に進学するが、20歳のとき、友人に勧められて初めて歌手のオーディションを受験する。オーディションではファイナルまで残るが、「自分にはまだ歌手になる資格がないのではないか」と迷い、辞退する。その後、改めて歌と向き合い、本腰を入れて歌手を目指すことを決意する。
2010年、GIRLS AWARD DAM★ともオーディションに出場し、グランプリとなる。2011年7月13日、ユニバーサルミュージックからシングル「つぼみ」をリリースし、メジャー・デビューを果たす。同年8月23日、南青山ル・アンジェ教会にて、暗闇の中でア・カペラで歌うライブ「Voice in the dark」を開催する。また、KGのシングル「君じゃなきゃ duet with 安田奈央」に参加し、12月には同曲のアンサーソング「カワラナイ想い with KG」をリリースするが、「カワラナイ想い with KG」のリリースに関連して京都精華大学の学生とコラボレーションを行い、話題となった。
2012年、iTunes Storeの「Japan Sound of 2012」の1人に選出される。この年は3枚のシングルをリリースし、また6月16日の「100万人のキャンドルナイト＠増上寺2012」出演をはじめ、各地で精力的なライブ活動を展開した。

## 音楽性
ナタリーの川倉由起子は、安田の楽曲について「日々忙しく生きる現代人の心をそっと包み込むやわらかさと安心感がある」と評しており、加えてORICON STYLEの三沢千晶は「安心感と同時にトキメキも与えてくれる」と発言している。
作詞に関しては「伝えたい人を1人設定して、その人に向けて思いを綴る」手法を採っており、「提供された曲をひたすら聴いて、スイッチが入ったときに歌詞を一気に書く」と発言している

## ディスコグラフィー

### シングル
| 枚  | 発売日        | タイトル                           | 規格品番   | オリコン 週間最高位 |
| --- | ------------- | ---------------------------------- | ---------- | ------------------- |
| 1st | 2011年7月13日 | つぼみ                             | UMCK-5336  | 195位               |
| 2nd | 2012年2月29日 | 真夜中のひだまり                   | UMCK-5362  | 71位                |
| 3rd | 2012年6月27日 | 雨フル〜悲しみはきっといつの日か〜 | UPCH-80275 | 114位               |
| 4th | 2012年11月7日 | こたえ                             | UPCH-80295 | 184位               |

### アルバム
| 枚  | 発売日        | タイトル | 規格品番              | オリコン 週間最高位 |
| --- | ------------- | -------- | --------------------- | ------------------- |
| 1st | 2013年1月30日 | kotoba   | UPCH-29128 UPCH-20306 | 152位               |

### 配信曲
- カワラナイ想い with KG（2011年12月7日に着うた配信開始[8][13]）

## 参加作品
- KG「君じゃなきゃ duet with 安田奈央」（2011年8月31日発売）
  - デュエット参加[14]。

## タイアップ
| 楽曲                               | タイアップ                                                                              |
| ---------------------------------- | --------------------------------------------------------------------------------------- |
| つぼみ                             | フジテレビフラワーネットTV CMイメージソング                                             |
| 真夜中のひだまり                   | フジテレビ系ドラマ『ハングリー!』挿入歌                                                 |
| 真夜中のひだまり                   | テレビ愛知『a-ha-N』2012年2月度エンディング・テーマ                                     |
| 真夜中のひだまり                   | TVQ九州放送『芸能潮流 エンタメ侍』2012年2月度エンディング・テーマ                       |
| 真夜中のひだまり                   | 北海道文化放送『mignon.ヌーボー・里田まいのしゃかりき!』2012年2月度エンディング・テーマ |
| 真夜中のひだまり                   | 関西テレビ『ミュージャック』2012年3月度エンディング・テーマ                             |
| 雨フル〜悲しみはきっといつの日か〜 | 日本テレビ『ハッピーMusic』POWER PLAY                                                   |
| こたえ                             | マイナビウエディング TVCMソング                                                         |
| こたえ                             | テレビ朝日系『musicる TV』2012年11月度オープニング・テーマ                              |
| こたえ                             | 北海道文化放送『タカトシ牧場』2012年11月度エンディング・テーマ                          |
| こたえ                             | MBS『MUSIC EDGE + Osaka Style』2012年11月度エンディング・テーマ                         |
| こたえ                             | RKB毎日放送『チャートバスターズR!』2012年11月度エンディング・テーマ                     |
| 鏡色の世界                         | スマホ向けMMORPGゲーム『幻想神域 -Cross to Fate-』PVテーマソング                        |

## 出演

### テレビ
- ハングリー!（フジテレビ）：第7話ゲスト（2012年2月21日）[16]

### CM
- マイナビウエディング TVCM[18]

### Webアプリ
- 美人天気[20]